# Jona-Uznach Flames
Die Jona-Uznach Flames sind ein Schweizer Unihockeyverein aus Jona. Die Aktivitäten konzentrieren sich auf die St. Galler Gemeinden Rapperswil-Jona und Uznach. Der Verein hat 18 Teams, davon 13 Juniorenmannschaften.

## Vereinsgeschichte
Im Sommer 1997 entschlossen sich die Vereine TSV Jona und UHC Uznach zur Fusion, um auf nationaler Ebene an die Spitze zu gelangen. Am 10. Dezember 1997 wurden die Jona-Uznach Flames offiziell gegründet.
2017 gab der Verein bekannt, dass die Jona-Uznach Flames eine eigene Halle bauen wollen, welche ein Grossfeld und ein Kleinfeld beheimaten soll. Das Projekt würde rund 5,9 Mio. Franken kosten.

## Sportlicher Werdegang

### Herren
Bis zum Abstieg im Jahr 2000 waren die Jona-Uznach Flames in der NLA vertreten. In der Saison 2007/08 mussten die Ostschweizer gar den Gang in die 1. Liga hinnehmen. Zwei Jahre darauf, Saison 2009/10 gelang den Flames der Wiederaufstieg in die NLB, die zweithöchste Liga der Schweiz.
In der Saison 2012/13 gelang dem NLB-Team mit dem 4. Schlussrang der Einzug in die Playoffs. Im Playoff-Viertelfinale holten die Flames eine 0:2 Rücklage in der Serie auf und zogen somit ins Halbfinale ein. In diesem unterlag das Team dann jedoch dem UHC Thun mit 3:0 in der Serie. Im Swiss Mobiliar Cup scheiterten die Jona-Uznach Flames im Achtelfinale gegen Floorball Köniz.
In der Saison 2013/2014 musste der Verein erneut in die 1. Liga zurück. Bereits nach einer Saison in der 1. Liga schafften die Flames den direkten Wiederaufstieg in der Saison 2014/2015 und spielten damit in der Saison 2015/2016 wieder in der NLB. Wiederum ein Jahr später musste der Verein aus Jona erneut den Gang in die 1. Liga hinnehmen. In den Playouts der Nationalliga B konnten die Flames in fünf Spielen Unihockey Langenthal Aarwangen keine Paroli bieten und mussten in die Auf- und Abstiegsspiele. In diesen unterlagen die St. Galler den Tessinern von Regazzi Verbano Unihockey in drei Partien und werden zur Saison 2016/17 in der dritthöchsten Schweizer Liga spielen.

### Damen
Auch die Damen der Flames bilden ein erfolgreiches Team. Sie spielen in der 1. Liga im Kleinfeld. Im März 2009 holte sich das Damen-Team den Sieg im Liga-Cup gegen Flamat-Sense mit 8:5 und 2012 reichte es mit dem dritten Rang erneut zu einem Spitzenplatz im Cup.